# Радліцька (станція метро)
50°03′29″ пн. ш. 14°23′20″ сх. д. / 50.05806° пн. ш. 14.38889° сх. д.
Радліцька (чеськ. Radlická) — станція Празького метрополітену. Розташована між станціями «Їноніце» та «Сміховське надражі».
Станція була відкрита 26 жовтня 1988 року у складі пускової дільниці лінії B «Сміховське надражі»—«Нове Бутовіце».

## Характеристика станції
Конструкція станції: Однопрогінна (глибина закладення: 10 м) з однією острівною платформою. 
Довжина станції 251 м, з яких платформа близько 100 і інші технологічні установи займають приблизно сто п'ятдесят; станція має в цілому 170 операційних залів. Вестибюль дуже малий. Станція облицьована зеленими листами скла Connex і металевою смугою з назвою станції. На стелі платформи були розташовані спеціальні ламелі, метою яких є послабити шум, який викликають потяги що проходять. Біля виходу на вулицю Радліцька розташована зупинка автобусів.